# François-Julien Vannerus
François-Julien Vannerus bzw. Vannérus (* 22. Februar 1779 in Diekirch; † 14. August 1850 ebenda) war ein luxemburgischer Politiker und Notar.
Vannerus war Orangist. Nachdem er Bürgermeister von Diekirch war, ernannte ihn Wilhelm von Oranien-Nassau zum Distriktkommissar von Diekirch.
Vannerus befasste sich mit der Lokalgeschichte. Er war u. a. Eigentümer der Ruinen der Burgen Bourscheid und Vianden und hinterließ eine Antiquitätensammlung. Der luxemburgische Abgeordnete François-Ernest Vannérus (1830–1908) war eines seiner Kinder.
Nach ihm ist die Rue François-Julien Vannérus in Diekirch benannt.